# Mbangamao
Mbangamao ist ein Verwaltungsbezirk (Ward) des Distrikts Mbinga (TC) in der tansanischen Region Ruvuma.

## Geografie
Mbangamao liegt im Südwesten von Tansania etwa 15 Kilometer Luftlinie südöstlich der Distrikthauptstadt Mbinga. Der Bezirk grenzt im Norden an Kilimani, im Osten an Kikolo, im Südosten an Mpepai, im Südwesten an Upolo des Distrikts Nyasa und im Westen an Kagugu. Bei der Volkszählung 2022 lebten 8030 Menschen in 1809 Haushalten auf einer Fläche von 74 Quadratkilometern.

## Gliederung
Der Bezirk besteht aus vier Gemeinden (Mtaa) mit 20 Orten (Kitongoji):
| Lifakara - Miyau - Semelea - Ungera - Serengeti - Kikota | Ukimo - Ukimo Kati - Komboni - Minasi - Malangale - Mtwara | Mbangamao - Mbuyula - Mbangamao - Kilombero - Msisila - Bonde Bichi - Jangwani | Mikolola - Mikolola - Ntundulai - Kiwanga - Jangwani |

## Infrastruktur
- Bildung: Von den zwei weiterführenden Schulen im Bezirk ist die Mbangamao Secondary School eine staatliche Tagesschule mit einer Ausbildung bis zur 4. Stufe.[7] Die De Paul Secondary School ist eine von der katholischen Kirche geführte Internatsschule, die Jugendliche ebenfalls bis zum „Ordinary Level“ ausbildet.[8]
- Gesundheit: Die Mbangamao Dispensary sorgt für die medizinische Betreuung der Bevölkerung.[9]
- Elektrizität: Am Fluss Mtandasi versorgt ein von den Vereinten Nationen gefördertes Wasserkraftwerk 889 Haushalte und 70 öffentliche Einrichtung mit elektrischer Energie.[10]